# 聖公會聖十架小學
聖公會聖十架小學（英語：S.K.H. Holy Cross Primary School）位於香港九龍啟德沐虹街，為一所津貼小學，前身為同於1965年成立的聖公會靜山小學及聖公會日修小學，於2015年合併，再於翌年遷入現址。

## 歷史
此校前身為聖公會靜山小學和聖公會日修小學，同樣於1965年在黃大仙彩虹邨創立。
教育局2010年6月24日公布，聖公宗（香港）小學監理委員會有限公司，獲分配位於啟德的新校舍，重置至啟德新校舍後，校網為九龍城區。計劃將聖公會靜山小學和聖公會日修小學合併成為一所學校，名為聖公會聖十架小學。
該校於2015年9月正式啟用，初時仍使用位於綠柳路的前靜山日修校舍，於2016年7月正式遷至啟德現址。

## 校舍
此校現存校舍為一座小學後千禧校舍，佔地6,600平方米，設有30間課室及各種特別室。重置校舍與毗鄰的保良局何壽南小學，一併由利基控股承建，於2015年12月竣工。
值得一提的是，現時校舍用地曾於2002年分配予中華基督教會基華小學作轉全日制之用，當時預計於2007年開課。然而，由於因啟晴邨及德朗邨暫停興建，相關建校計劃亦因而被撤回。

## 外部連結
- 聖公會聖十架小學 （页面存档备份，存于）
- 《小學概覽2015》聖公會聖十架小學資料[]